# Dulang-dulang
Der Dulang-dulang ist ein 2938 m hoher Berg im Zentrum der Insel Mindanao auf den Philippinen.
Der Dulang-dulang liegt in der Provinz Bukidnon. Er ist der höchste Berg im Kitanglad-Gebirge und der zweithöchste Berg auf den Philippinen. Der Berg ist ein beliebtes Ziel für Bergsteiger, da er im Mount Kitanglad Range Natural Park liegt, unweit des Mount Kalatungan Range Natural Parks.
Da der Dulang-dulang im Talaandig Ancestral Territory in der Gemeinde Lantapan liegt, ist das Einverständnis der Stammesältesten des Talaandig-Stammes nötig, um ihn zu besteigen. Der Berg wird von den Talaandig als heiliger Platz angesehen und das Kitanglad-Gebirge dient ihnen als Begräbnisstätte. Es ist obligatorisch, ein Ritual zu vollziehen, um die Geister der Ahnen zu besänftigen, bevor ein Aufstieg beginnen kann. 
Es existieren zwei Aufstiegsrouten, über die Regluar-Climb-Route ist der direkte Aufstieg möglich und dauert ca. 2 Tage. Die zweite Route führt über den 2.899 Meter hohen Kitanglad, auf ihr benötigt man ca. 3 Tage für den Auf- und Abstieg. Auf beiden Routen hat man einen spektakulären Ausblick auf die umliegenden Gebirge, bei guten Wetterbedingungen bis hin zum Berg Apo im Südosten und bis zum Ragang im Westen.  